# Desfile del Yipao
El desfile del Yipao es una exhibición de vehículos Jeep CJ de la marca Willys-Overland Motors, reconocida a nivel mundial por haber producido el icónico vehículo todoterreno Jeep. Este evento se realiza en las ciudades de Calarcá, Armenia, Circasia, Caicedonia, Santa Rosa de Cabal y Sevilla, mediante un desfile por las principales vías. La palabra «Yipao» proviene del nombre de la marca de vehículos todoterreno Jeep y hace referencia a un vehículo completamente cargado con productos agrícolas o corotos.
El desfile tuvo su origen en la ciudad de Armenia como parte de sus celebraciones de aniversario, donde vehículos Jeep de la serie Jeep CJ son conducidos con sobrecargas hasta provocar que se inclinen hacia atrás, fenómeno conocido como "pique". El evento fue un éxito desde sus inicios y con el tiempo se ha extendido a diversas localidades del Eje cafetero. En Calarcá, la exhibición también es un concurso organizado por la alcaldía, que otorga premios económicos en las categorías de Carga de café, Carga agrícola tradicional, Trasteo o coroteo campesino, Artes y oficios y Pique tradicional.

## Historia
En 1946, tras el fin de la Segunda Guerra Mundial, Estados Unidos enfrentaba una sobreproducción de vehículos todoterreno Jeep Willys, modelos M38 y CJ-2A, y comenzó a ofrecerlos a diversos países.
En ese contexto, el Ministerio de Defensa de Colombia adquirió una cantidad significativa de estos vehículos, los cuales fueron rápidamente comprados por los caficultores colombianos para transportar su producto a través de la compleja topografía de la zona andina.
Las características del vehículo —su confiabilidad, resistencia en terrenos difíciles y versatilidad— lo convirtieron en el automotor predominante del Eje Cafetero, siendo utilizado no solo para el transporte de café, sino también para movilizar mano de obra, productos agrícolas y realizar mudanzas. Por ello, recibió el sobrenombre de "mula mecánica", consolidándose como uno de los símbolos representativos de la cultura cafetera.
El primer desfile del Yipao se llevó a cabo en la ciudad de Armenia en 1988. En él, los jeeps desfilaron adornados con íconos, accesorios llamativos y decoraciones de estilo kitsch.
En febrero de 2006, se logró un Récord Guinness al reunir una caravana de más de 370 vehículos Jeep Willys en Armenia, estableciendo el récord para el "Mayor desfile de Jeeps" (Largest Jeep Parade).

## Tipos de Yipaos

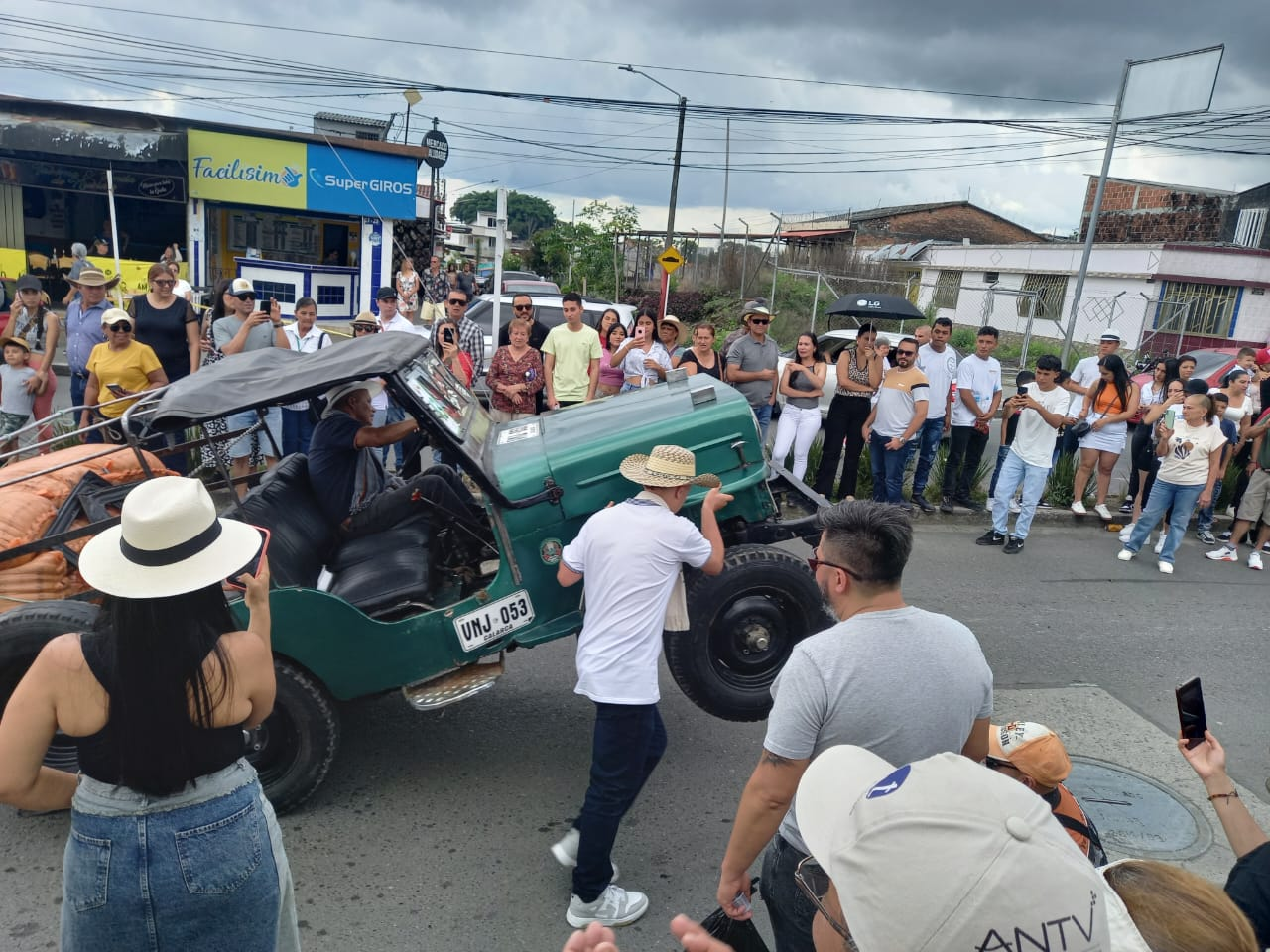
Un Jeep Willys en la Avenida Colón de Calarcá ejecutando un Pique durante el Desfile del Yipao en la Fiesta Nacional del Café de 2024.

En Calarcá y en otros municipios del Quindío, el evento cuenta con varias categorías, diferenciadas según el enfoque asignado a los vehículos:
Productos agrícolas: los jeeps son cargados de forma exagerada con productos como yuca, maíz, plátano, café, entre otros, destacando la función original del vehículo en las labores del campo.
Trasteo: el objetivo es transportar la mayor cantidad posible de objetos propios de una mudanza, incluyendo camas, armarios, utensilios del hogar e incluso mascotas.
Libre: en esta categoría puede participar cualquier persona o institución interesada en hacer parte del desfile. Los vehículos pueden portar productos, adornos temáticos o publicidad institucional.
Piques: considerada la categoría más extrema del desfile, ya que los vehículos realizan maniobras de alto riesgo. La primera consiste en un "pique" o levantamiento del eje delantero para que el jeep avance brevemente apoyado solo en sus ruedas traseras. En el segundo acto, más arriesgado, una vez el vehículo se alza sobre su eje posterior, se efectúan movimientos que lo hacen girar rápidamente sobre sí mismo. Durante este giro, el conductor sale de la cabina y se cuelga boca abajo desde sus piernas en el parachoques trasero, mientras el vehículo continúa girando.